# JEF United Ichihara 1992
Questa voce raccoglie le informazioni riguardanti il JEF United Ichihara nelle competizioni ufficiali della stagione 1992.

## Maglie e sponsor
Le divise della squadra acquisirono i colori sociali del nuovo stemma, con il giallo dominante e un motivo verde: il fornitore tecnico Asics viene confermato, mentre viene introdotto lo sponsor ufficiale SEGA.
| Manica sinistra · Maglietta · Maglietta · Manica destra · Pantaloncini · Calzettoni | Manica sinistra · Maglietta · Manica destra · Pantaloncini · Calzettoni |  |

## Rosa
| N. |                           | Ruolo | Calciatore           |
| -- | ------------------------- | ----- | -------------------- |
| -  | Giappone (bandiera)       | P     | Akio Sano            |
| -  | Giappone (bandiera)       | P     | Yoshio Katō          |
| -  | Giappone (bandiera)       | P     | Kenichi Shimokawa    |
| -  | Giappone (bandiera)       | D     | Kenji Yamamoto       |
| -  | Giappone (bandiera)       | D     | Kazuya Igarashi      |
| -  | Francia (bandiera)        | D     | Michel Miyazawa      |
| -  | Giappone (bandiera)       | D     | Eisuke Nakanishi     |
| -  | Giappone (bandiera)       | D     | Masayuki Miura       |
| -  | Giappone (bandiera)       | D     | Hiroki Shibuya       |
| -  | Giappone (bandiera)       | D     | Masanaga Kageyama    |
| -  | Giappone (bandiera)       | D     | Mikio Manaka         |
| -  | Giappone (bandiera)       | D     | Yūji Sakakura        |
| -  | Giappone (bandiera)       | D     | Naoki Honmachi       |
| -  | Giappone (bandiera)       | D     | Masanori Kizawa      |
| -  | Brasile (bandiera)        | D     | Sandro               |
| -  | Giappone (bandiera)       | C     | Kazuyuki Kyōya       |
| -  | Cecoslovacchia (bandiera) | C     | František Mysliveček |

| N. |                           | Ruolo | Calciatore        |
| -- | ------------------------- | ----- | ----------------- |
| -  | Giappone (bandiera)       | C     | Masanao Sasaki    |
| -  | Giappone (bandiera)       | C     | Masaaki Kanno     |
| -  | Giappone (bandiera)       | C     | Yoshikazu Gotō    |
| -  | Giappone (bandiera)       | C     | Toru Yoshida      |
| -  | Giappone (bandiera)       | C     | Saburo Iwamoto    |
| -  | Giappone (bandiera)       | C     | Kazuo Echigo      |
| -  | Giappone (bandiera)       | C     | Shinichi Muto     |
| -  | Giappone (bandiera)       | C     | Atsuhiko Ejiri    |
| -  | Cecoslovacchia (bandiera) | C     | Martin Hřídel     |
| -  | Giappone (bandiera)       | A     | Yosuke Minoguchi  |
| -  | Giappone (bandiera)       | A     | Mitsunori Maesawa |
| -  | Giappone (bandiera)       | A     | Keiji Kageyama    |
| -  | Cecoslovacchia (bandiera) | A     | Pavel Řehák       |
| -  | Giappone (bandiera)       | A     | Satoru Kokubo     |
| -  | Giappone (bandiera)       | A     | Keisuke Makino    |
| -  | Giappone (bandiera)       | A     | Kei Hirata        |
| -  | Giappone (bandiera)       | A     | Munetada Hosaka   |

## Statistiche

### Statistiche di squadra
| Competizione           | Punti | Totale | Totale | Totale | Totale | Totale | DR |
| Competizione           | Punti | G      | V      | P      | Gf     | Gs     | DR |
| ---------------------- | ----- | ------ | ------ | ------ | ------ | ------ | -- |
| Coppa Yamazaki Nabisco | -     | 9      | 5      | 4      | 8      | 7      | +1 |
| Coppa dell'Imperatore  | -     | 3      | 2      | 1      | 4      | 1      | +3 |
| Totale                 |       | 12     | 7      | 5      | 12     | 8      | +4 |